# La Chapelle-Blanche, Côtes-d'Armor

La Chapelle-Blanche este o comună în departamentul  Côtes-d'Armor, Franța. În 1 ianuarie 2022 avea o populație de 211 de locuitori.